# Selma (Suíça)
Selma foi uma comuna da Suíça, no Cantão Grisões, com cerca de 44 habitantes. Estendia-se por uma área de 2,88 km², de densidade populacional de 15 hab/km². Confinava com as seguintes comunas: Arvigo, Braggio, Cauco, Santa Maria in Calanca.
A língua oficial nesta comuna era o Italiano.

## História
Em 1 de janeiro de 2015, passou a formar parte da nova comuna de Calanca.